# James Milton Smith

James Milton Smith

James Milton Smith  (* 24. Oktober 1823 im Twiggs County, Georgia; † 26. November 1890 in Columbus, Georgia) war ein US-amerikanischer Politiker (Demokratische Partei) und von 1872 bis 1877 Gouverneur von Georgia.

## Jugend und frühe Jahre
Der Sohn eines Farmers und Predigers ging in Culloden im Monroe County zur Schule. Nach einem Jurastudium eröffnete er 1850 eine Anwaltskanzlei. Ein Versuch, ins US-Repräsentantenhaus gewählt zu werden, scheiterte 1855. Im Januar 1861, kurz vor dem Bürgerkrieg, wurde er Richter im Gerichtsbezirk von Flint.

## Im Bürgerkrieg
Bei Kriegsausbruch meldete er sich freiwillig zum Militär. Bis 1863 stieg er zum Oberst und Regimentskommandeur auf. Er nahm an vielen Schlachten des Bürgerkriegs teil. Unter anderem kämpfte er auch bei Gettysburg. Nach einer Verwundung quittierte er den Militärdienst und kehrte nach Georgia zurück. Dort wurde er dann in den zweiten Konföderiertenkongress gewählt.

## Politischer Aufstieg
Nach dem Krieg betrieb er eine Anwaltskanzlei in Columbus. 1870 wurde er in das Repräsentantenhaus von Georgia gewählt und wurde bald darauf dessen Präsident (Speaker). Nach dem Rücktritt von Gouverneur Rufus Bullock und der kurzen Amtszeit von Benjamin Conley wurde er am 19. Dezember 1871 zum neuen Gouverneur gewählt. Die Wahl war überschattet von einem Wahlboykott der Republikaner.

## Gouverneur von Georgia
Mit Gouverneur Smith begann eine über 130-jährige Dominanz der Demokratischen Partei in Georgia. Sein Amtsantritt markiert gleichzeitig das Ende der Rekonstruktionszeit. Die nächsten regulären Wahlen gewann er aufgrund der Unterstützung der konservativen Kräfte, einschließlich des Ku-Klux-Klan. Die Republikaner warfen ihm und seinen Helfern sogar Wahlbetrug vor. Seine Amtszeit währte von 1872 bis 1877 und war von den Nachkriegsproblemen des Landes geprägt. Er versuchte die Staatsverschuldung abzubauen und gleichzeitig die Wirtschaft anzukurbeln. Sein System, Strafgefangene als Zwangsarbeiter an Unternehmen, vor allem an die Eisenbahnen, auszuleihen, war zwar umstritten, wurde aber durchgesetzt, obwohl damit elementare Menschenrechte verletzt wurden. Durch diesen Menschenhandel sparte der Staat die Unterhaltungskosten für die Gefangenen und konnte gleichzeitig noch eine „Leihgebühr“ einstreichen.
Auffälligerweise und keineswegs zufällig stieg während der Amtszeit von Smith die Zahl der Strafgefangenen, von denen über 90 % Schwarze waren, drastisch an. Smith räumte selbst ein, dass der Anstieg nicht auf eine gestiegene Kriminalität zurückging, sondern auf eine striktere und engere Auslegung der Gesetze. Die eigentliche politische Macht jener Jahre lag bei dem sogenannten Bourbon-Triumvirat, das aus dem Exgouverneur Joseph E. Brown, John B. Gordon und Alfred Holt Colquitt bestand. Diese bauten zwischen 1872 und 1890 ihr neues konservatives Georgia auf, das auf der weißen Vorherrschaft basierte und sich eher an der Vorkriegsgesellschaft orientierte, wenn auch die Sklaverei formal nicht mehr bestand. Gouverneur Smith stimmte im Wesentlichen mit den Zielen dieser Politik überein.

## Lebensabend und Tod
Nach dem Ende seiner Amtszeit 1877 kandidierte Smith erfolglos für einen Sitz im US-Senat. 1879 berief ihn der neue Gouverneur Colquitt in den Eisenbahnausschuss, dessen Vorsitzender er wurde. Dieses Amt behielt er bis 1885. Zwei Jahre später wurde der zwischenzeitlich als Anwalt tätige Smith zum Richter an den Bezirksgerichtshof von Chattahoochee berufen. Dort erlitt er einen Schlaganfall, dessen Folgen er nach längerem Leiden am 25. November 1890 erlag.
Smith war bis 1880 mit Hester Ann Brown verheiratet, nach deren Tod heiratete er Florida Abercrombie Wellborn. Er hatte keine Kinder.